# Willy Gramser
Willy Gramser, né le 21 mai 1935 à Siebengewald et mort le 26 septembre 2008 à Rotterdam,, est un coureur cycliste néerlandais.

## Biographie
En 1954, Willy Gramser se distingue en remportant une étape et le classement général de la Flèche du Sud. Il gagne ensuite la course À travers Gendringen en 1956 puis le Tour du Limbourg en 1957. Après ces performances, il court au niveau professionnel entre 1958 et 1960 au sein de l'équipe Eroba-Vredestein, qui évolue sous pavillon néerlandais. Cette expérience n'est cependant pas très concluante. 
Après sa carrière sportive, il subit deux opérations cardiaques. Il meurt le 26 septembre 2008 en raison de problèmes de santé au niveau du cœur. 

## Palmarès
- 1954
  - Flèche du Sud :
    - Classement général
    - 3e étape

  - 2e de Bruxelles-Zepperen
  - 3e du Tour d'Overijssel
- 1956
  - À travers Gendringen
- 1957
  - Tour du Limbourg
  - 3eb étape du Circuit des Neuf Provinces (contre-la-montre par équipes)
- 1958
  - Tour des Flandres B

### Tour d'Espagne
1 participation
- 1958 : abondan 9e